# Шател Блан
Шател Блан (на арабски: برج صافيتا, Burj_Safita, Бурж Сафита или Кулата на Сафита) е хълмов замък, построен от Тамплиерите по време на Кръстоносните походи върху по-ранно укрепление.
Замъкът е разположен върху средния от трите хълма на Сафита и предлага великолепна гледка към околността. Шател Блан е основна част от мрежата на кръстоносните укрепления в района. От покрива му може да се види от Средиземно море до заснежените планини на Ливан и до Триполи. От Шател Блан могат да се видят и да се комуникира с тамплиерските крепости в Тартус и на остров Руад в посока северозапад, с крайбрежния Шател Руж на югозапад, с Акар на юг и с Крак де Шевалие (щаб на сирийските рицари-хоспиталиери) на югоизток. Кулата днес е запазената част от оригиналния замък. Тя е с височина 28 m, ширина 18 m и с дължина 31 m. Голямата камбана на западната стена може да се чуе на разстояние до 5 km от Сафита. Замъкът е възстановяван през 1170 и 1202 г. след щетите, причинени от земетресение. Сегашният вид на Шател Блан вероятно датира от друго възстановяване след 1202 г.

## История
Като се има предвид времето на изграждането му по време на Кръстоносните походи, кулата е служила на две цели – църква и крепост, с 3 m дебели стени, изградени от масивни и варовикови блокове. На първия етаж все още се намира параклис, посветен на св. Михаил и се използва от гръцката Православна общност в Сафита. Вторият етаж, до който може да се стигне по частично разбити стълби, е служил като общежитие или приют и съдържа множество малки ъглови прозорци, които се използват от стрелците, защитаващи кулата. Водохранилище и склад на оръжие, основните елементи в случай на обсада, са изсечени в скалите под кулата.
От другите укрепления на замъка само източният портал на крепостта с размер 45 m може да се види днес. По време на френския колониализъм са положени усилия, за да се възстанови кулата, което води до голям дискомфорт на местните жители. През 1946 г., когато замъкът е заплашен от свлачище, архитект Пиер купел провежда интензивна програма на ремонт.